# パラマウント・シアター (ボストン)

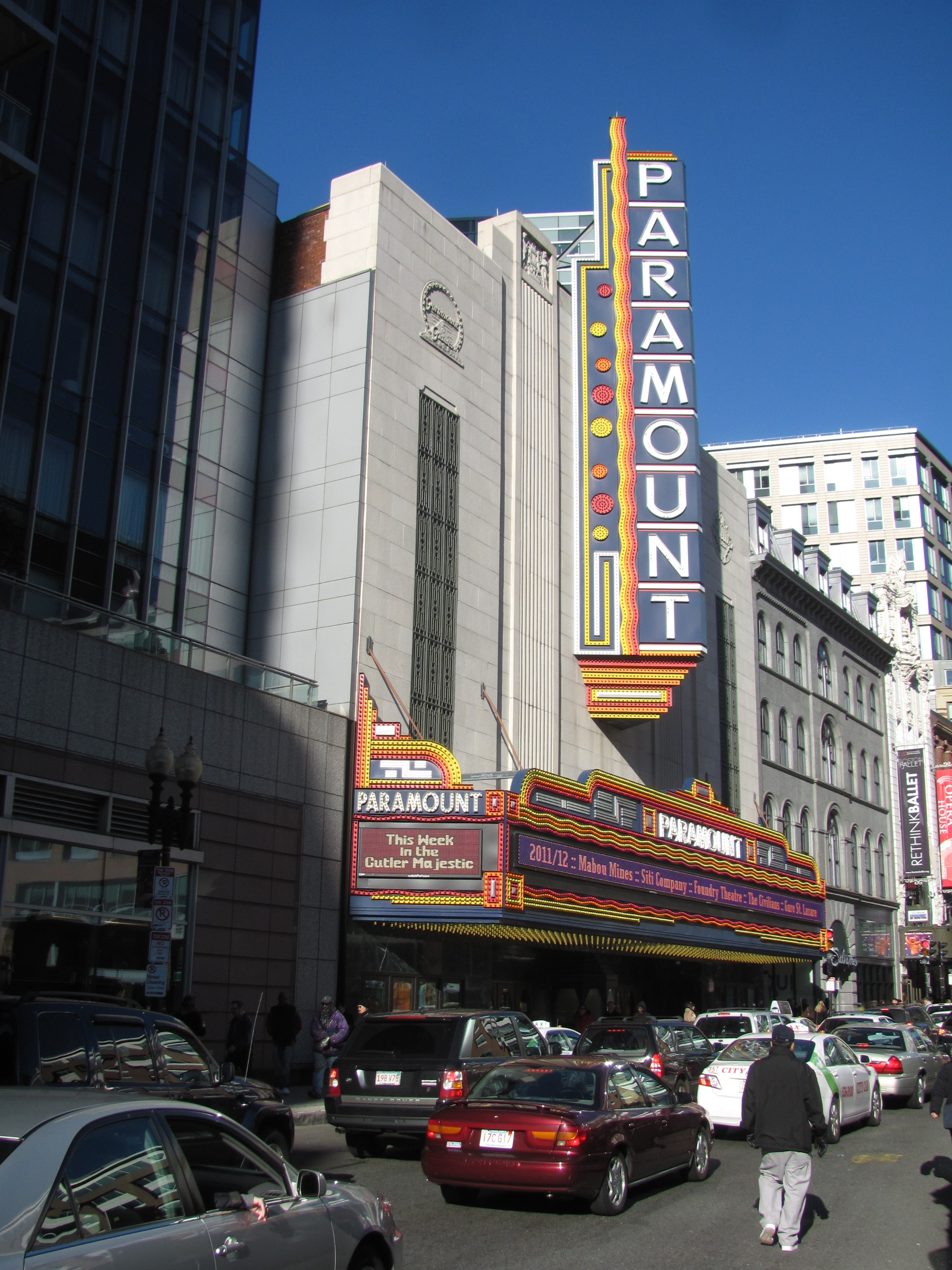
パラマウント・シアター

パラマウント・シアター（英語: Paramount Theatre）は、アメリカ合衆国マサチューセッツ州ボストンのワシントン・ストリートのエイヴリー・ストリートとウエスト・ストリートの間に位置する劇場。

## 歴史
1932年、1,700席の映画館として開業した。トーキーを上映するボストン初の映画館の1つであった。当時のオーナーであったパラマウント映画から名付けられた。1976年に閉鎖し、1980年代、石綿除去のためアール・デコの内装はほとんど取り壊された。1984年、ボストン・ランドマーク委員会によりボストン・ランドマークに認定された。
2002年、ミレニアム・パートナーズは隣接するザ・リッツ・カールトンの建設にボストン市の同意を得る代わりとして、パラマウント・シアターのファサード、マーキー (看板)、垂直の看板の改修に同意した。ボストン市は時々この看板の照明をつけていた。ボストン市はケンブリッジを拠点とするアメリカン・レパートリー・シアターにより開発されることを望んでいたがかなわなかった。
2005年4月、エマーソン大学はパラマウント・シアターの改築および内外での舞台芸術施設の建設計画を発表した。7,700万ドルをかけ、建物および隣接する区画を550席の劇場、学生寮の舞台芸術学部センター、125席のブラック・ボックス・シアター、170席の映写室、700平方フィート (65 m2)から1,900平方フィート (180 m2)のリハーサル室8室、個人から小規模グループの練習室、映画製作の授業のためのサウンド・ステージ、舞台装置製作所、教室、レストラン、教授や従業員の事務所などを含む複合施設に改築した。地元のエルクス・マンフレディ・アーキテクツが設計した。アセンテック社が都心の狭い区画での音響、歴史的建物の騒音を含む音響関連の監修を行なった。
2008年秋、改築が終了した。2010年3月18日、エマーソン大学はトーマス・メニーノ市長と共にグランド・オープニングの祝典を行なった。2010年9月からプロの演目も上演している。